# لاك كروتشي (كيبك)
لاك كروتشي (بالإنجليزية: Lac-Croche, Quebec)‏ هي منطقة غير المنظمة في كيبيك تقع في كندا في La Jacques-Cartier Regional County Municipality. يقدر عدد سكانها بـ 0 نسمة ومساحتها 1,772.60 كم2 .